# Provo (Utah)
Pour les articles homonymes, voir Provo.
Provo (en anglais [ˈproʊvoʊ]) est une ville de l'Utah, siège du comté d'Utah, aux États-Unis.

## Géographie
Provo est située à environ 80 km au sud de Salt Lake City, à l'ouest de la chaîne Wasatch et au bord du lac Utah, entre les villes d’Orem (au nord) et Springville (au sud). La superficie de la ville est de 108,2 km2 et son altitude moyenne, de 1 387 m.

## Histoire
Le nom d'origine de Provo était Fort Utah lors de la fondation de la ville en 1849. La ville fut ensuite rebaptisée Provo en 1850 en l'honneur d'Étienne Provost, un trappeur canadien français qui était arrivé dans la région en 1825. La population actuelle de Provo est de 112 488 habitants, ce qui en fait la troisième ville de l’État. L'aire métropolitaine de Provo-Orem qui regroupe le comté d'Utah et le comté de Juab compte 617 675 habitants en 2017.
À Provo se trouve l'université Brigham Young, l'université principale de l'Église de Jésus-Christ des saints des derniers jours (ou Église mormone). On trouve aussi un temple (Provo Utah Temple) et un centre de formation pour missionnaires (Missionary Training Center)  de cette organisation religieuse chrétienne. Le Sundance Resort, une station de ski, est située à une vingtaine de kilomètres de Provo.

## Démographie
| Groupe            | Provo | Utah | États-Unis |
| ----------------- | ----- | ---- | ---------- |
| Blancs            | 84,8  | 86,1 | 72,4       |
| Autres            | 6,6   | 6,0  | 6,4        |
| Métis             | 3,4   | 2,7  | 2,9        |
| Asiatiques        | 2,5   | 2,0  | 4,8        |
| Océano-Américains | 1,1   | 0,9  | 0,2        |
| Amérindiens       | 0,8   | 1,2  | 0,9        |
| Afro-Américains   | 0,7   | 1,1  | 12,6       |
| Total             | 100   | 100  | 100        |
|                   |       |      |            |
| Latino-Américains | 15,2  | 13,0 | 16,7       |

Selon l'American Community Survey pour la période 2011-2015, 78,95 % de la population âgée de plus de 5 ans déclare parler l'anglais à la maison, 15,64 % déclare parler l'espagnol, 0,78 % le portugais, 0,76 % une langue chinoise, 0,56 % le français et 3,31 % une autre langue.

## Santé
Provo abrite le centre hospitalier Utah Valley Regional Medical Center ainsi que l'école psychatrisée Provo Canyon School que Paris Hilton a rendu infameuse.

## Transports
L'Interstate 15 passe à l'ouest de Provo et permet de relier Provo aux autres villes de l'Utah par voiture. L'Amtrak assure des liaisons journalières en train en direction de Chicago et Emeryville. D'autres déplacements peuvent être effectués en bus via Greyhound Lines.

## Jumelage
- Meissen (Allemagne)

## Galerie photographique

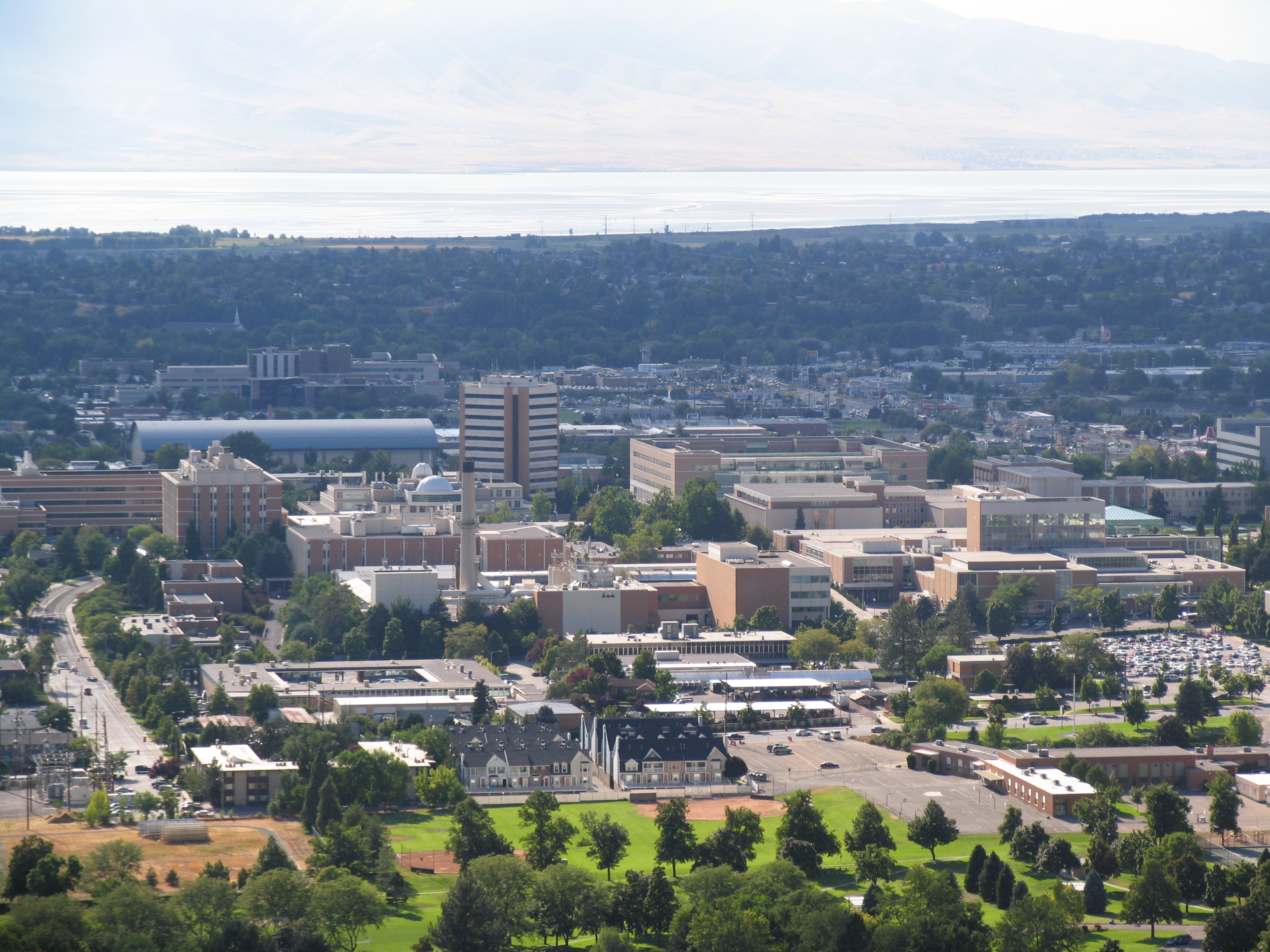
Brigham Young University
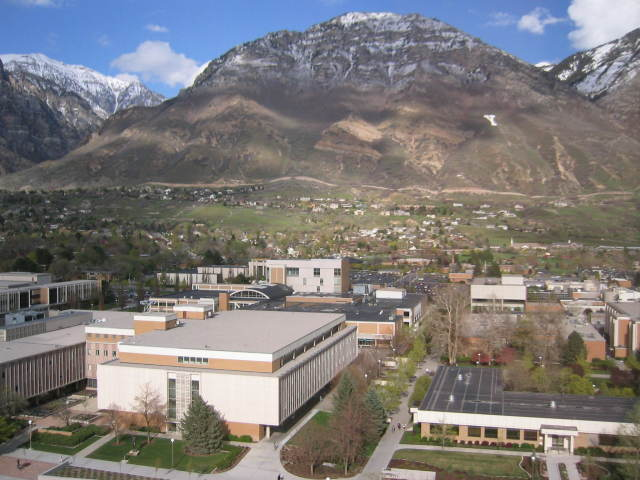
Brigham Young University vue de l’est
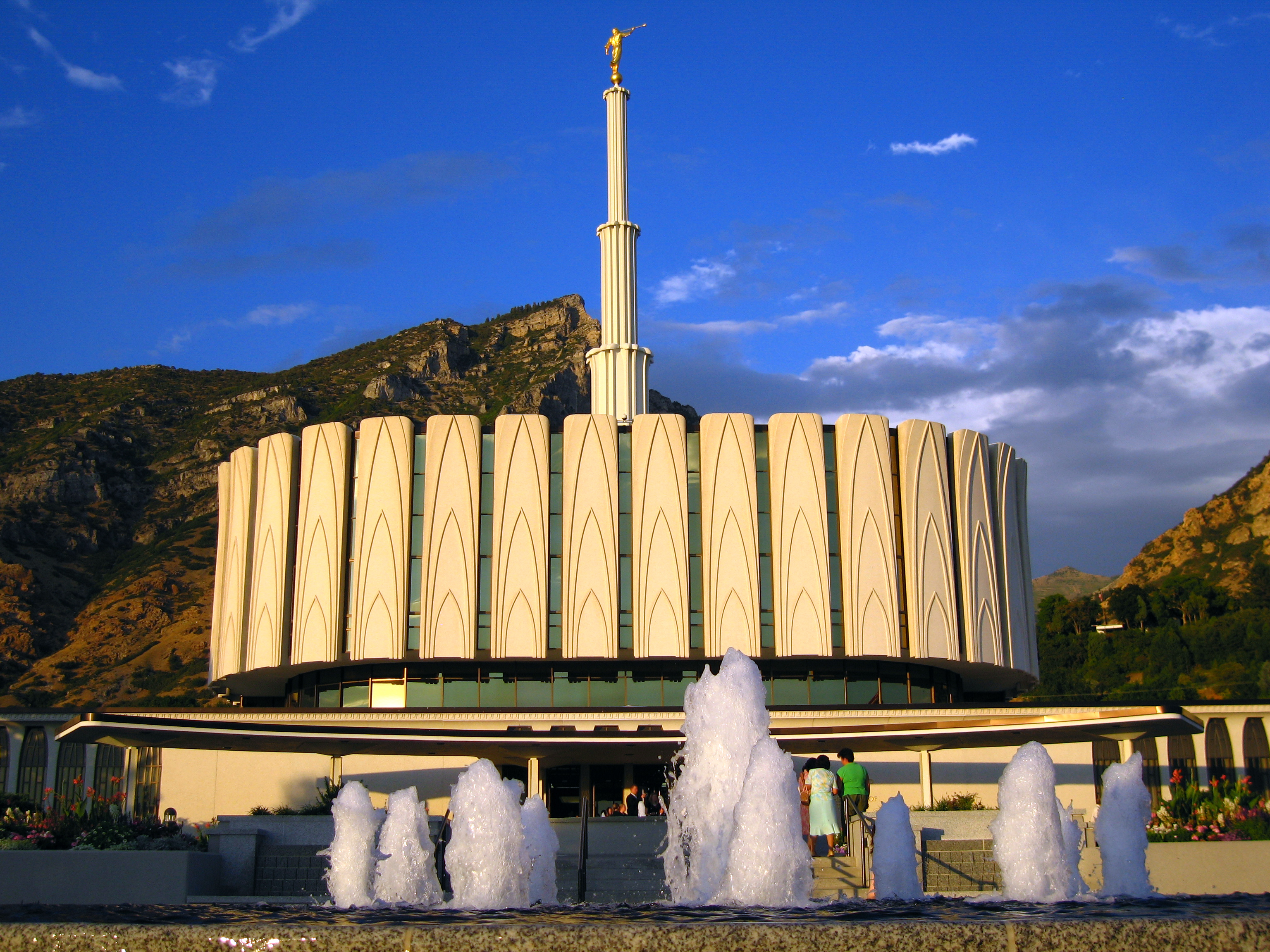
Le temple mormon de Provo

## Source
- (en) Cet article est partiellement ou en totalité issu de l’article de Wikipédia en anglais intitulé « Provo, Utah » (voir la liste des auteurs).

1. ↑  (en) « Annual Estimates of the Resident Population: April 1, 2010 to July 1, 2017 », sur factfinder.census.gov (consulté le 3 janvier 2019).
2. ↑  (en) « U.S. Census Bureau QuickFacts: Provo city, Utah », sur census.gov, Bureau du recensement des États-Unis (consulté le 16 avril 2024).
3. ↑  (en) « Census of Population and Housing » [archive du 26 avril 2015], sur Census.gov (consulté le 4 juin 2015)
4. ↑  (en) « Provo, UT Population - Census 2010 and 2000 », sur censusviewer.com.
5. ↑  (en) « Population of Utah - Census 2010 and 2000 », sur censusviewer.com.
6. ↑  (en) « Language spoken at home by ability to speak english for the population 5 years and over », sur factfinder.census.gov.